# Daniel Cruz (kolumbijski piłkarz)
Daniel Alberto Cruz Castro (ur. 9 maja 1981 w Cali) – kolumbijski piłkarz, pomocnik.
Cruz jest wychowankiem szkółki piłkarskiej Academia de Fútbol Tucumán. Następnie był w juniorach w América Cali, a potem trafił do Ajaksu Amsterdam. Po 3 sezonach spędzonych w Holandii postanowił wyjechać do Belgii. Od 2003 roku był związany kontraktem z Germinalem Beerschot. Połowę sezonu 2005/06 Kolumbijczyk spędził w Lierse SK. W 2011 roku odszedł do FC Dallas. W latach 2012–2013 grał w Waasland-Beveren.

## Kariera
| Sezon   | Klub               | Kraj              | Rozgrywki     | Mecze | Bramki |
| ------- | ------------------ | ----------------- | ------------- | ----- | ------ |
| 2000/01 | AFC Ajax           | Holandia          | Eredivisie    | 11    | 2      |
| 2001/02 | AFC Ajax           | Holandia          | Eredivisie    | 0     | 0      |
| 2002/03 | AFC Ajax           | Holandia          | Eredivisie    | 0     | 0      |
| 2002/03 | Germinal Beerschot | Belgia            | Eerste Klasse | 11    | 0      |
| 2003/04 | Germinal Beerschot | Belgia            | Eerste Klasse | 13    | 1      |
| 2004/05 | Germinal Beerschot | Belgia            | Eerste Klasse | 31    | 3      |
| 2005/06 | Lierse SK          | Belgia            | Eerste Klasse | 12    | 0      |
| 2005/06 | Germinal Beerschot | Belgia            | Eerste Klasse | 14    | 0      |
| 2006/07 | Germinal Beerschot | Belgia            | Eerste Klasse | 28    | 4      |
| 2007/08 | Germinal Beerschot | Belgia            | Eerste Klasse | 5     | 0      |
| 2008/09 | Germinal Beerschot | Belgia            | Eerste Klasse | 14    | 1      |
| 2009/10 | Germinal Beerschot | Belgia            | Eerste Klasse | 22    | 1      |
| 2010/11 | Germinal Beerschot | Belgia            | Eerste Klasse | 27    | 0      |
| 2011    | FC Dallas          | Stany Zjednoczone | MLS           |       |        |
| 2012/13 | Waasland-Beveren   | Belgia            | Eerste Klasse | 10    | 1      |